# Encarsia eurystoma
Encarsia eurystoma är en stekelart som beskrevs av Hayat 1998. Encarsia eurystoma ingår i släktet Encarsia och familjen växtlussteklar. Inga underarter finns listade i Catalogue of Life.